# Ibycus rachelae
Ibycus rachelae — вид наземних черевоногих молюсків родини Ariophantidae.

## Поширення
Вид відомий лише на острові Калімантан на схилах гори Кінабалу на висоті 1900 м над рівнем моря (територія малазійського штату Сабах).

## Опис
Слизень завдовжки 4 см. Тіло жовто-зеленого забарвлення.